# 卡米羅斯
卡米羅斯是位於古希臘羅得島西北部海岸的一個古代城市，曾是羅得島上的城邦之一。卡米羅斯位於羅得島的西南約30公里處。在古代這裡曾有邁錫尼文明的居民居住，但城市由多利安人建設。

## 外部連結
- Archaeological Site of Kamiros（页面存档备份，存于） on the Hellenic Ministry of Culture Website

Template:罗得岛地标